# Macromia flavocolorata
Macromia flavocolorata is een echte libel uit de familie van de prachtlibellen (Macromiidae). De wetenschappelijke naam van de soort werd in 1922 gepubliceerd door Frederick Charles Fraser.
De soort staat op de Rode Lijst van de IUCN als niet bedreigd, beoordelingsjaar 2010.

## Synoniemen
- Macromia fraenata Laidlaw, 1922 non Martin, 1906
- Macromia miniata Fraser, 1924
- Macromia thalia Lieftinck, 1929